# Русский язык в Канаде
Русский язык в Канаде — родной и/или разговорный язык граждан Канады или постоянных жителей Канады, имеющих корни в русскоязычных странах. Следует учитывать, что не всегда этническая идентификация и родной язык русских канадцев совпадают с этническим происхождением в силу межэтнического смешения и процессов ассимиляции, миграции и т. д. Как показала перепись населения Канады 2001 года, русский язык в Канаде считали родным более 100 тысяч человек (около 0,3 % всего населения), причём 90 % из них — это относительно недавние иммигранты из России и стран СНГ. По распространённости русский язык занимал 15 строчку в списке языков Канады. Согласно переписи 2006 года, русский являлся родным языком для 133,6 тысячи канадцев, и ещё 2,65 тысячи назвали его в качестве второго родного.

## Статистика и сравнения
В отличие от соседних США, русскоязычная иммиграция в Канаду была немногочисленна, хотя в основных чертах имела те же характеристики. Для сравнения, как показала перепись населения США 2000 года, около 735 тысяч американцев указали русский язык в качестве родного, что втрое выше цифр, которые показала перепись населения США 1990 года — 242 тысячи человек. Русский язык занял седьмое место по распространённости в США. Как в США, так и в Канаде, по оценкам экспертов, лишь около четверти русскоязычных — это собственно русские. Более половины носителей — это советские евреи, а также армяне, украинцы, белорусы, латыши и другие. Число русскоязычных в обоих государствах росло неравномерно; особенно быстро оно увеличилось после распада СССР в 1990-е годы. Часть русских иммигрантов, особенно те, кто прибыл из Российской империи и их потомки, русским языком практически не владеет, прожив в США и Канаде более 100 лет. До 1990-х годов характерной особенностью Канады являлся факт преобладания в ней иммигрантов с родным польским и особенно украинским языками над русскоязычными мигрантами. Иммиграция из Западной Украины и Польши в конце XIX — начале XX столетия носила массовый характер (см. Украинцы в Канаде). Но, прибывая в новую удалённую страну в условиях невозможности поддержания связей с родиной, отсутствия массовых коммуникаций и подозрительного отношения со стороны местного населения, большая часть украинских иммигрантов и их потомков ассимилировалась, сохранив, однако, культуру и религию (униатство). Так, из более чем миллиона канадцев украинского происхождения, лишь около 130 тысяч (15 %) назвали родным украинский язык (2006 год), и ещё меньшее количество назвавших его родным по-прежнему использует язык (вернее, его архаичный западный диалект) в быту. Напротив, основная масса русскоязычных иммигрантов прибыла в Канаду в конце XX — начале XXI веков и продолжает сохранять крепкие связи с родиной.

## Концентрация
Русскоязычные концентрируются в двух крупнейших мегаполисах Канады: Торонто и Монреале.
По переписи 2006 года, русский язык занял десятую строчку в каждом из них. В Торонто русский своим основным языком назвали 66 070 человек из 5,066 миллиона человек (1,3 % населения города). В городе Монреаль (Квебек) русский язык также заметно расширил своё присутствие за последние 15 лет. Из 3,3 миллиона человек в 2001 году русский язык отметили 12,5 тысяч человек (0,4 % населения агломерации). В 2006 году это сделали 18,5 тысяч человек из 3,6 миллиона жителей (0,5 % населения). Русский язык занял 10 место, оттеснив армянский
По данным 2016 года численность носителей русского языка в Канаде составляла 269 645 человек, которые проживали в следующих провинциях:
| Территория                 | Численность русскоязычных |
| -------------------------- | ------------------------- |
| Манитоба                   | 13455                     |
| Саскачеван                 | 5275                      |
| Альберта                   | 27375                     |
| Юкон                       | 145                       |
| Британская Колумбия        | 33990                     |
| Северо-Западная территория | 70                        |
| Онтарио                    | 138735                    |
| Новая Шотландия            | 1945                      |
| Нунавут                    | 35                        |
| Квебек                     | 46665                     |
| Нью-Брансуик               | 1200                      |
| Остров Принца Эдуарда      | 255                       |
| Ньюфаундленд и Лабрадор    | 515                       |
| Итого                      | 269660                    |